# Всесвітній день захисту прав споживачів

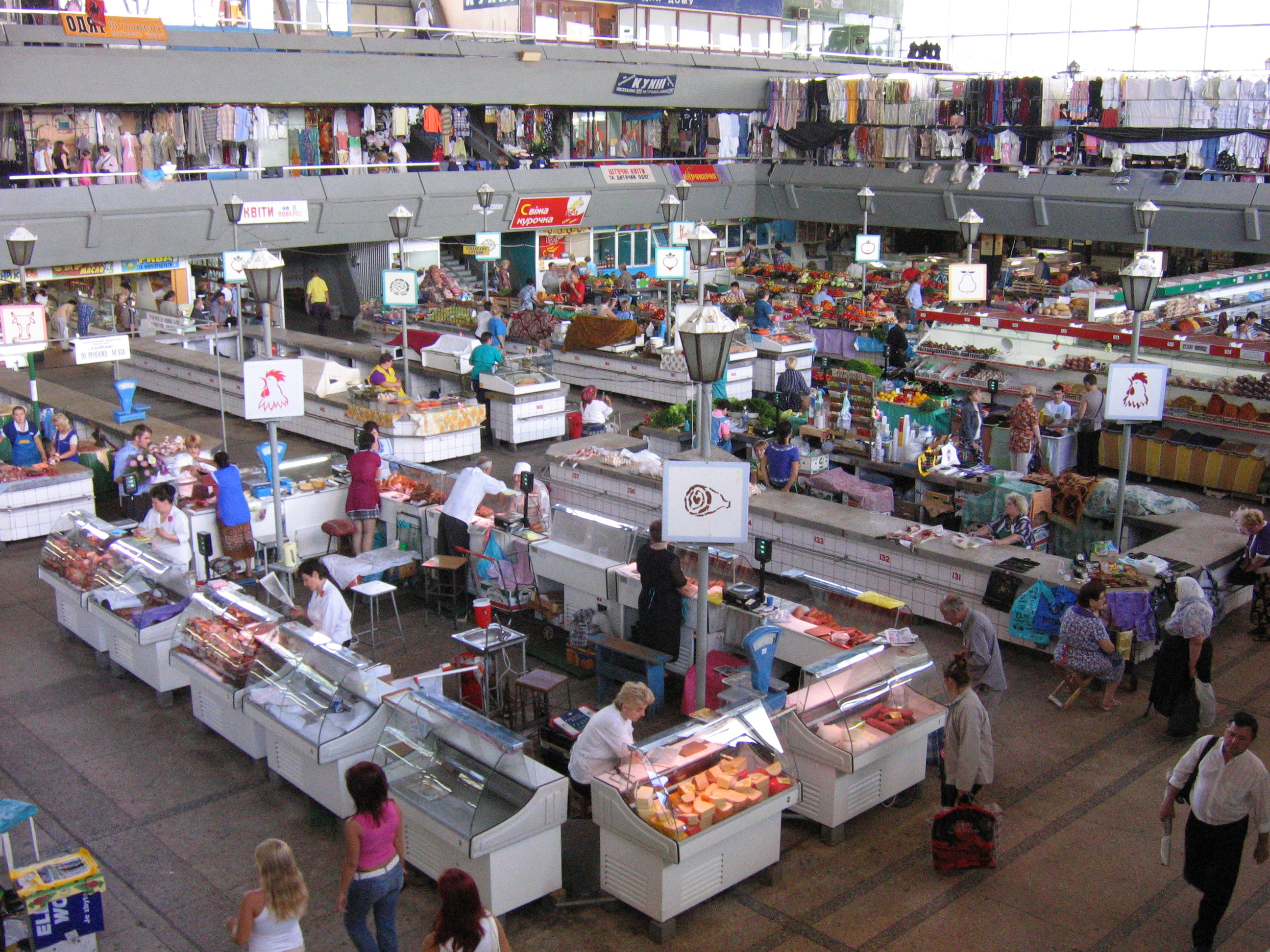
Споживач - головна постать в торгівлі

Всесві́тній день прав споживачі́в - святкується щороку 15 березня.

## Історія
Відзначається в річницю виступу Президент США Джон Кеннеді в Конгресі в 1962 році. У виступі були сформульовані чотири головних права споживача: 
1. право на безпеку;
2. право на якість товарів і послуг;
3. право на достовірну інформацію про них;
4. право захищати свої споживацькі претензії в суді.

Пізніше до них додалися ще чотири: право на відшкодування збитків, право на споживацьку освіту, право на задоволення базових потреб і право на здорове довкілля. 
У 1983 році 15 березня було закріплене у міжнародному календарі святкових дат як Всесвітній день захисту прав споживачів.